# Saunders Rock
Der Saunders Rock ist ein Felsvorsprung im westantarktischen Marie-Byrd-Land. An der Nordseite der Wisconsin Range in den Horlick Mountains ragt er 5 km nordwestlich des Feeley Peak zwischen dem Davisville- und dem Quonset-Gletscher auf.
Der United States Geological Survey kartierte ihn anhand eigener Vermessungen und Luftaufnahmen der United States Navy aus den Jahren von 1960 bis 1964. Das Advisory Committee on Antarctic Names benannte ihn 1967 nach John T. Saunders (* 1925), Elektrotechniker auf der Byrd-Station im antarktischen Winter 1960.